# Johann Christoph I. von Degenfeld
Johann Christoph I. von Degenfeld (* 1. November 1563 in Göppingen; † 7. oder 9. August 1613 in Bad Peterstal) war Grundherr von Ehrstädt und Eulenhof, Schlossherr auf Schloss Neuhaus und Mitherr in Hohen-Eybach und zu Dürnau. Er erwarb 1608 außerdem das freiadelige Gut in Waibstadt. Er begründete die Linie Degenfeld-Neuhaus, die 1921 im Mannesstamm ausstarb.

## Leben
Er war ein Sohn des Göppinger Obervogtes und württembergischen Haushofmeisters Christoph von Degenfeld (1535–1604) und der Barbara von Stammheim.
Johann Christoph war von 1587 bis 1589 am württembergischen Hof und empfing danach keine weiteren Hofämter. Vermutlich widmete er sich nach seiner Hochzeit 1589 primär den Baulichkeiten der Familie. Der Vater hatte 1580 die alte Burg Neuhaus und den halben Ort Ehrstädt als württembergisches Lehen und 1582 die andere Hälfte von Ehrstädt als wormsisches Lehen erworben. Johann Christophs Bruder Konrad von Degenfeld († 1600) führte die Stammlinie der Familie in Eybach fort, während Johann Christoph die Burg Neuhaus 1596/97 durch das heutige Schloss Neuhaus ersetzen ließ und dort seinen Sitz nahm. 
Noch zu Lebzeiten des Vaters setzte sich Johann Christoph 1599 für die Erneuerung der maroden Ehrstädter Kirche und des sie umgebenden Friedhofes ein, jedoch erkannte das Stift Wimpfen die Baulast nicht an. Nach dem Tod des Vaters 1604 wandte sich Johann Christoph über Herzog Friedrich I. wegen des Kirchenbaus erneut an das Stift Wimpfen und das Hochstift in Worms und erhielt abermals abschlägige Antworten.
Seine Einsetzung in die Lehen des Vaters zog sich in die Länge. Möglicherweise deswegen erwarb er 1608 ein freiadeliges Haus und Gut in Waibstadt und 1609 einen Teil des Hofguts Bockschaft. In das Wormsische Lehen wurde er erst 1609 eingesetzt, nachdem er zunächst keine Specification aller Lehensstücke vorlegen konnte, man ihn jahrelang auf Antwort warten ließ und zuletzt auch noch seinen Lehensbrief mit dem des Junkers von Cronberg vertauschte. Noch länger dauerte seine Einsetzung in die Württembergischen Lehen. Sein Vater hat als streitsüchtig gegolten und sich in württembergischen Diensten wohl auch durch Stellenhandel bereichert, wofür nun Johann Christoph als Sohn büßen musste. Herzog Friedrich verwehrte ihm zeitlebens die Einsetzung in die Lehen. Auch Friedrichs Sohn und Nachfolger Johann Friedrich ließ Johann Christoph im Zuge der nach dem Regierungswechsel nötigen Lehenserneuerung warten. Erst am 6. Juni 1613 wurden Johann Christoph und seine Brüder in ihren Lehen bestätigt. Für Johann Christoph kam die Bestätigung spät, denn er war bereits schwer krank und verstarb wenige Wochen später im Sanatorium in St. Peterstal. Er hinterließ einen minderjährigen Sohn und zwei Töchter. Er wurde in der Schlosskirche zu Neuhaus begraben. Sein Grabmal sowie ein prächtiges Epitaph für ihn und seine Gattin sind in der Schlosskirche erhalten.

## Familie
Er war ab 1589 verheiratet mit Barbara von Reischach, der Witwe des 1588 verstorbenen Johann Wolff von Stammheim. Ihr erster Gatte war der letzte männliche Nachfahre der Herren von Stammheim und der Bruder von Johann Christophs Mutter, sie war also während der ersten Ehe noch die Tante ihres künftigen Mannes. Nach dem Aussterben der Stammheimer im Mannesstamm 1588 erfolgte die Vermehrung des Degenfelder Wappens um das Stammheimer Wappen. Aus der ersten Ehe brachte Anna von Reischach die Tochter Ursula mit. Der gemeinsamen Ehe entstammten drei weitere Kinder.
- Christoph Jacob (* um 1596, † 1646) ⚭ Anna Margaretha von Helmstatt († 1631), Barbara Freiin von Horneck († 1652)
- Maria Elisabeth (* nach 1590)
- Anastasia († 1630) ⚭ Hans Wilhelm von Gemmingen (* 1573; † 1615), Dietrich von Gemmingen (* 1584; † 1659)